# メアリー・チェスナット
メアリー・ボイキン・チェスナット（英:Mary Boykin Chesnut、1823年3月31日-1886年11月22日）は、アメリカ合衆国サウスカロライナ州の著作家であり、南北戦争と南部社会の彼女のサークルを叙述する洗練された日記を書いたことで注目された。1981年に『メアリー・チェスナットの南北戦争』という題で再出版され、1982年のピューリッツァー賞を獲得した。

## 生い立ち
チェスナットはメアリー・ボイキン・ミラーとして1823年3月31日に、サウスカロライナ州ステイトバーグ近く、ハイヒルズ・オブ・サンティーにある彼女の祖父のプランテーションで生まれた。両親はメアリー・ボイキン（1804年-1885年）とその夫でアメリカ合衆国下院議員（1817年-1819年）、サウスカロライナ州知事（1829年-1930年）およびアメリカ合衆国上院議員（1831年）を務めたスティーブン・ディケーター・ミラー（1788年-1838年）だった。
メアリー・ボイキン・ミラーはチャールストンで、この町のフランス人ユグノーの伝統を反映するマダム・タルヴァンドの「若い婦人のためのフランス語学校」で教育を受けた。フランス語とドイツ語に堪能になり、一流の教育を受けた。

## 結婚
メアリー・ボイキン・ミラーは長年の交際の後で、1840年4月23日にジェイムズ・チェスナット・ジュニア（1815年-1885年）と結婚した。ジェイムズはメアリーより8歳年上の弁護士かつ政治家であり、後に彼女の父と同様、サウスカロライナ州選出アメリカ合衆国上院議員になった。その任期は1858年から、サウスカロライナ州がアメリカ合衆国から脱退した1860年までだった。南北戦争が起こるとジェイムズはジェファーソン・デイヴィス大統領の補佐官となり、南軍の准将になった。
メアリー・チェスナットは知性があり機略に富んでいたので、夫の仕事にも積極的に関わった。二人の結婚生活はその気質の違いのために時として嵐のようなものだった（メアリーは頭に血が上りやすいタイプであり、時々夫は保守的だと考えた）。それでもその夫婦仲は大変暖かく愛情の込もったものだった。夫妻には子供が無かった。
メアリー・チェスナットはその日記の中で、チェスナット夫妻は南部とアメリカ連合国の社会で広い交友サークルがあったと綿密に書いた。その友人達の中には例えば、南軍の将軍ジョン・ベル・フッド、アメリカ連合国の政治家ジョン・L・マニング、南軍の将軍で政治家のジョン・S・プレストンとその妻キャロライン、同じく南軍の将軍で政治家のウェイド・ハンプトン、アメリカ連合国の政治家クレメント・C・クレイとその妻バージニア、および南軍の将軍で政治家のルイス・T・ウィッグフォールとその妻シャーロットがいた。チェスナット夫妻はジェファーソン・デイヴィス大統領とその妻バリナ・ハウェルとも家族ぐるみの付き合いをしていた。
メアリー・チェスナットは1886年にサウスカロライナ州キャムデンの自宅で死に、キャムデンのナイツヒル墓地で夫の隣に埋葬された。

## 日記
メアリー・チェスナットは1861年2月18日に日記を付け始め、1865年6月26日でそれを終わっていた。メアリーは夫と共に南北戦争の重要な場所に行って多くの歴史的事件を目撃した。その中にはアメリカ連合国臨時議会が招集されたアラバマ州モンゴメリーとリッチモンド、南北戦争の最初の一弾を目撃した者の中にいたチャールストン、夫がサウスカロライナ軍事局長とサウスカロライナ予備役軍を指揮する准将を務めたコロンビア、さらに再度、夫が大統領の補佐官となったリッチモンドがあった。当時はキャムデンの近くのマルベリー・プランテーションと呼ぶ家で、彼女にとっては義理の両親と共に生活したこともあった。そこは数千エーカーもあるプランテーションと森林地帯で比較的孤立していたが、多くの訪問者を歓待した。
その日記は南北戦争の間に変化する運命の循環で埋められていた。メアリー・チェスナットはこれを出版するために1870年代と1880年代に自ら編集したが、予見無しに出来事の印象を明らかにし続けた。政治的には大変意識が高く長年の間南部とその様々な階層の変化する運命を解析した。また南部の社会と男女入り混じった役割を描いてもいた。奴隷制に関する複雑で悲惨な状況に付いて歯に衣を着せずにものを言い、特に性的虐待と力の乱用を問題にした。例えば、白人男性がその拡張された家庭の中で奴隷の女性に子供を産ませる問題について正面からぶつかった。南北戦争の始まりから、どちらが勝つにしても奴隷制は終わると見通し、その通りになったことを喜んだという
メアリー・チェスナットは明らかに文学を創造しようとした。人々を理解し活気付ける言葉で表現した。文学者達はチェスナットの日記をアメリカ連合国の著作家による最も重要な作品と呼んできた。チェスナットはアメリカ連合国のあらゆる階層の増加する困難さを掴んでいた。
チェスナットには子供が居なかったので、その死の前に日記を親友であるイザベラ・D・マーティンに渡し、それの出版を勧めた。この日記が初めて出版されたのは死後の1905年だが、かなり編集され短縮された版となった。その後の版は元々の作品を多く取り入れており、登場人物の大半を識別できる注釈が施されてきた。

### 出版の記録
- 1905年、『ディキシーからの日記』
- 1949年、ベン・エイムズ・ウィリアムズが編集し、人物や場所に注釈を付けた拡張版
- 1981年、C・ヴァン・ウッドウォードが編集した『メアリー・チェスナットの南北戦争』新版

## 栄誉と遺産
- 1982年、C・ヴァン・ウッドウォードが編集した『メアリー・チェスナットの南北戦争』がピュリッツァー賞を獲得した。
- ケン・バーンズテレビのドキュメンタリー・シリーズ『南北戦争』でチェスナットの日記からかなりの引用を行った。アカデミー賞にノミネートされたことがある女優ジュリー・ハリスがこれらを朗読した。
- 2000年、サウスカロライナ州キャムデンにあるジェイムズとメアリー・ボイキン・チェスナットの家、マルベリー・プランテーションがアメリカ合衆国国定歴史建造物に指定された。これはアメリカの国家的遺産と文学にとっての重要さゆえに、ある場所に与えられる最高の栄誉である[1]。このプランテーションはメアリー・ボイキン・チェスナットがその日記の大半を書いたときに住んでいた所である。プランテーションとその建物はジェイムズとメアリー・チェスナット夫妻のいた特権的社会と政治階級に典型的なものである。